# كريستيان نافارو
كريستيان نافارو (بالإنجليزية: Christian Navarro)‏ هو ممثل أمريكي وُلد ونشأ في برونكس ، نيويورك وهو من أصل بورتوريكو ، معروف بشخصية توني باديلا في مسلسل ثلاثة عشر سببا (مسلسل) من أنتاج نتفليكس.

## روابط خارجية
- كريستيان نافارو على موقع IMDb (الإنجليزية)
- كريستيان نافارو على موقع روتن توميتوز (الإنجليزية)
- كريستيان نافارو على موقع ألو سيني (الفرنسية)
- كريستيان نافارو على موقع قاعدة بيانات الفيلم (الإنجليزية)